# Cultura di Canegrate

Diffusione della Cultura di Canegrate

La cultura di Canegrate è stata una civiltà protostorica che si è sviluppata in pianura padana sui territori della Lombardia occidentale, del Piemonte orientale e del canton Ticino nell'età del bronzo recente (XIII sec. a.C.), cui segue, nell'età del bronzo finale (XII-X sec. a.C.), la cultura del Protogolasecca, periodo formativo della cultura dell'età del ferro definita Cultura di Golasecca . Prende il nome dalla località di Canegrate, in provincia di Milano, dove, nel 1926, Guido Sutermeister effettuò i primi ritrovamenti.
Le testimonianze materiali trovate a Canegrate erano costituite da una necropoli formata da 165 tombe, all'interno delle quali erano presenti oggetti metallici e ceramici. Il ritrovamento di Canegrate è costituito da una così elevata concentrazione di sepolture, che ha pochi eguali nell'Italia settentrionale.

## Storia
La necropoli trovata a Canegrate è molto rassomigliante a quelle realizzate nello stesso periodo a nord delle Alpi. Essa rappresenta l'irrompere di una prima ondata migratoria di popolazioni protoceltiche provenienti dall'Europa centrale che, oltrepassati i valichi montani, si erano infiltrate e stabilite nell'area padana occidentale. Portatrici di una nuova ideologia funeraria, queste genti hanno soppiantato il vecchio culto dell'inumazione introducendo la cremazione.
La facies di Canegrate introduce un nuovo stile decorativo nella ceramica che segna una rottura pressoché totale con la precedente cultura della Scamozzina; questo stile si ricollega a quello dell'area alpina nord-occidentale nella più antica fase della cultura dei campi di urne. I ritrovamenti assolutamente tipici ed isolati non fanno pensare ad un collegamento con la precedente cultura di Polada, ma ad una graduale compenetrazione delle due culture, in ogni caso improbabile, considerato anche il lasso di tempo intercorrente fra le due culture, rispettivamente dell'Età del Bronzo Recente e dell'Età del Bronzo Antico, e il differente areale geografico (Italia nordorientale l'una, nordoccidentale l'altra) in cui si svilupparono.
La popolazione di Canegrate ha mantenuto la propria omogeneità per un periodo limitato di tempo, circa un secolo, per poi fondersi gradualmente con le popolazioni indigene dando origine alla cultura di Golasecca.

## La necropoli

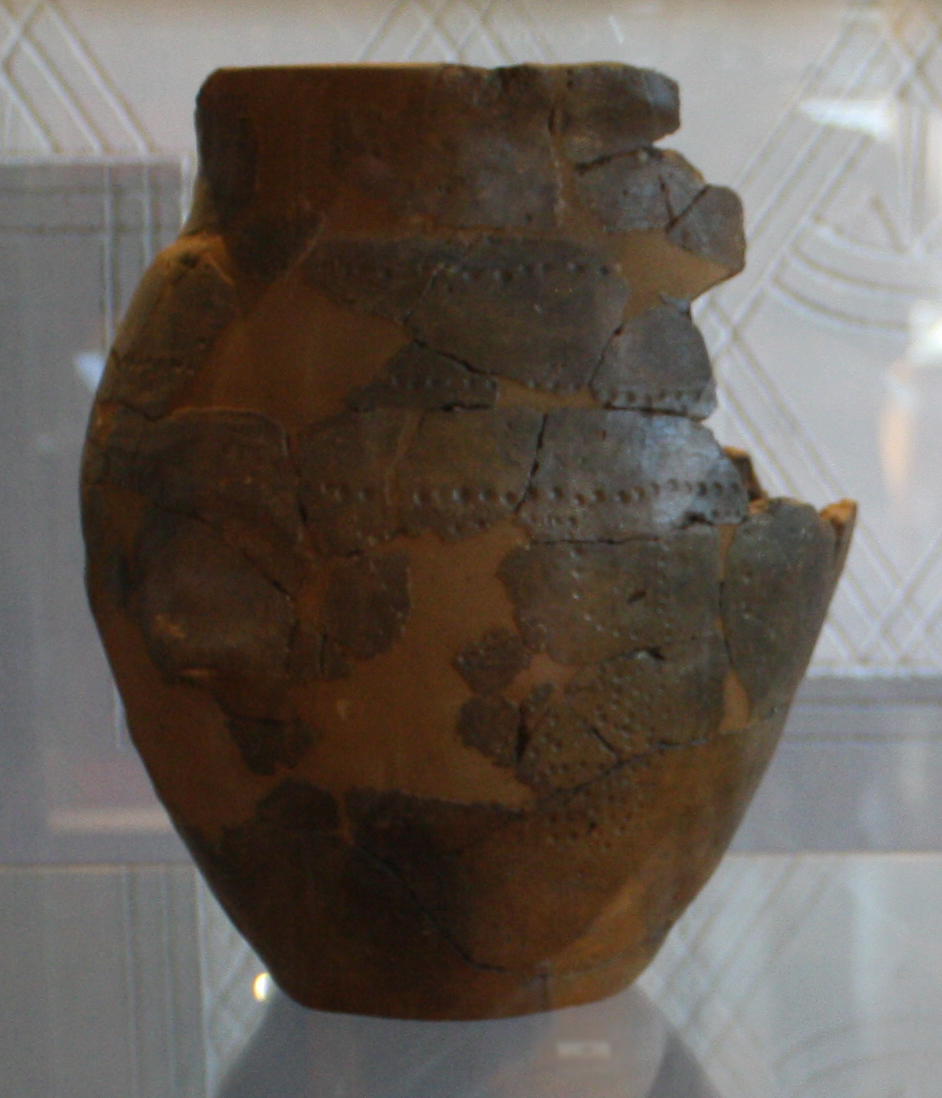
Olla ovoide in argilla con decorazione impressa trovata alla Santa Colomba, Canegrate, nel 1926

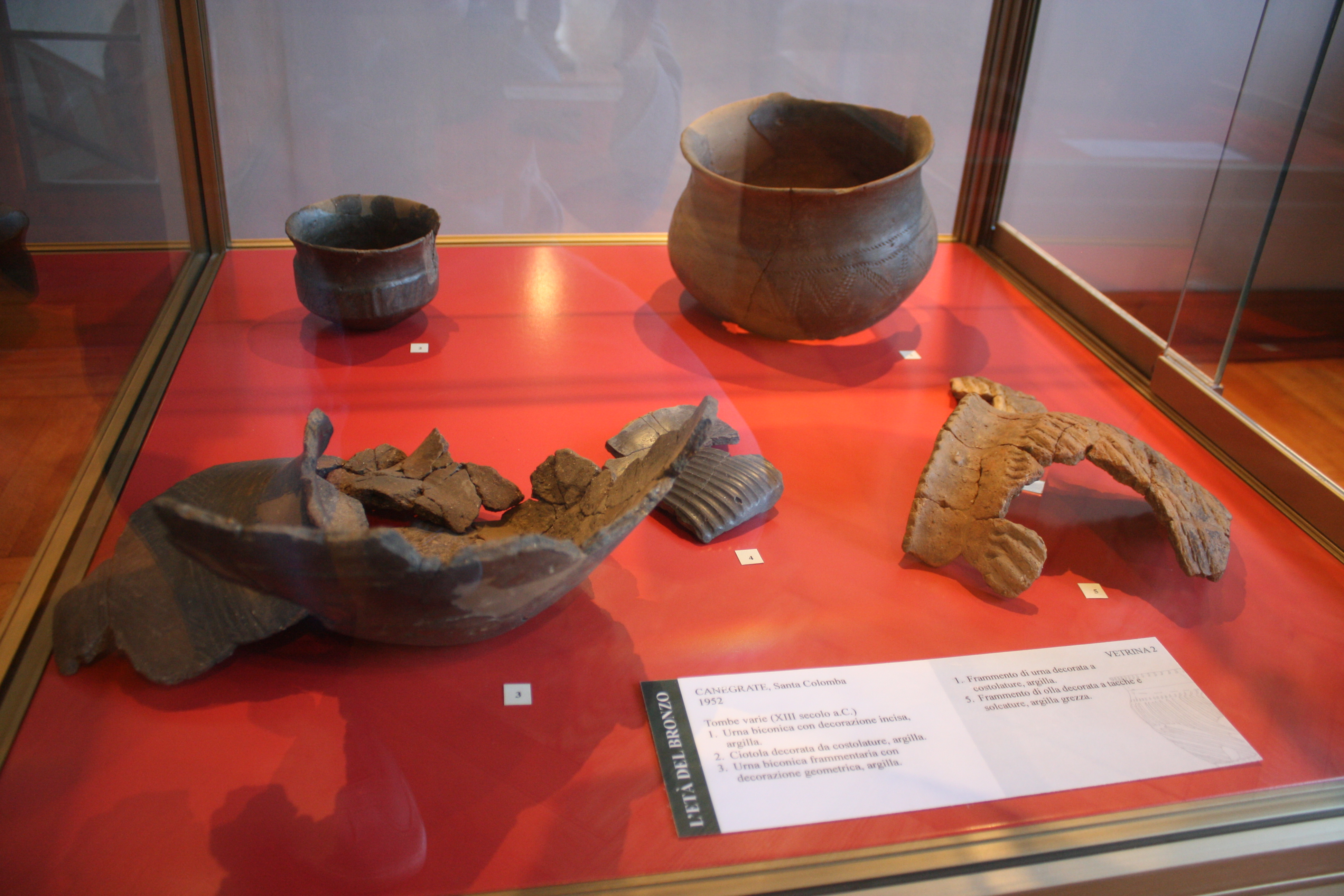
Reperti trovati alla Santa Colomba, Canegrate, nel 1953

Fin dai tempi più antichi, gli abitanti della Valle Olona vissero principalmente lontano dal fiume, su terreni più alti che sicuramente non sarebbero stati colpiti dalle piene stagionali. I più rilevanti ritrovamenti archeologici, dalla preistoria fino alla dominazione romana, sono stati scoperti lungo i margini della valle dell'Olona, e la necropoli collegata alla cultura di Canegrate non fu un'eccezione.
La necropoli di Canegrate fu portata alla luce nel 1926 nelle vicinanze della chiesa di Santa Colomba. Il fatto che i reperti non appartenessero a nessun'altra cultura protostorica, venne individuato in seguito. Nel 1953, sullo stesso terreno, durante i lavori di costruzione di un'abitazione, furono trovati altri reperti; nel 1956 i ritrovamenti avvennero invece all'interno del perimetro della scuola dell'infanzia "Giuseppe Gajo", che si trova settecento metri più a sud della chiesa di Santa Colomba. Le prime attività archeologiche furono dirette da Guido Sutermeister, mentre quelle effettuate negli anni cinquanta vennero sovrintese da Ferrante Rittatore Vonwiller. Tra la primavera del 1953 e l'autunno del 1956 gli scavi furono sistematici.
Le tombe ritrovate sono del tipo a fossa semplice o rivestite di lastre di pietra o sassi. La maggior parte delle urne è sprovvista di coperchio. Alcune sono chiuse da una piccola lastra di pietra, mentre altre sono capovolte nel terreno. Le urne contengono spesso anche le ceneri di più persone. Le suppellettili di bronzo depositate con le ceneri (collari, spilloni e anelli) non sono doni al defunto, ma oggetti appartenenti allo stesso. I reperti, difatti, sono stati sformati dal calore del fuoco durante la cremazione. Di armi non ne sono state trovate molte. In tutta la necropoli di Canegrate, sono state scoperte solamente quattro spade. Lo studio dei ritrovamenti ha svelato che circa il 30% delle tombe accoglieva ceneri di adolescenti o bambini. 

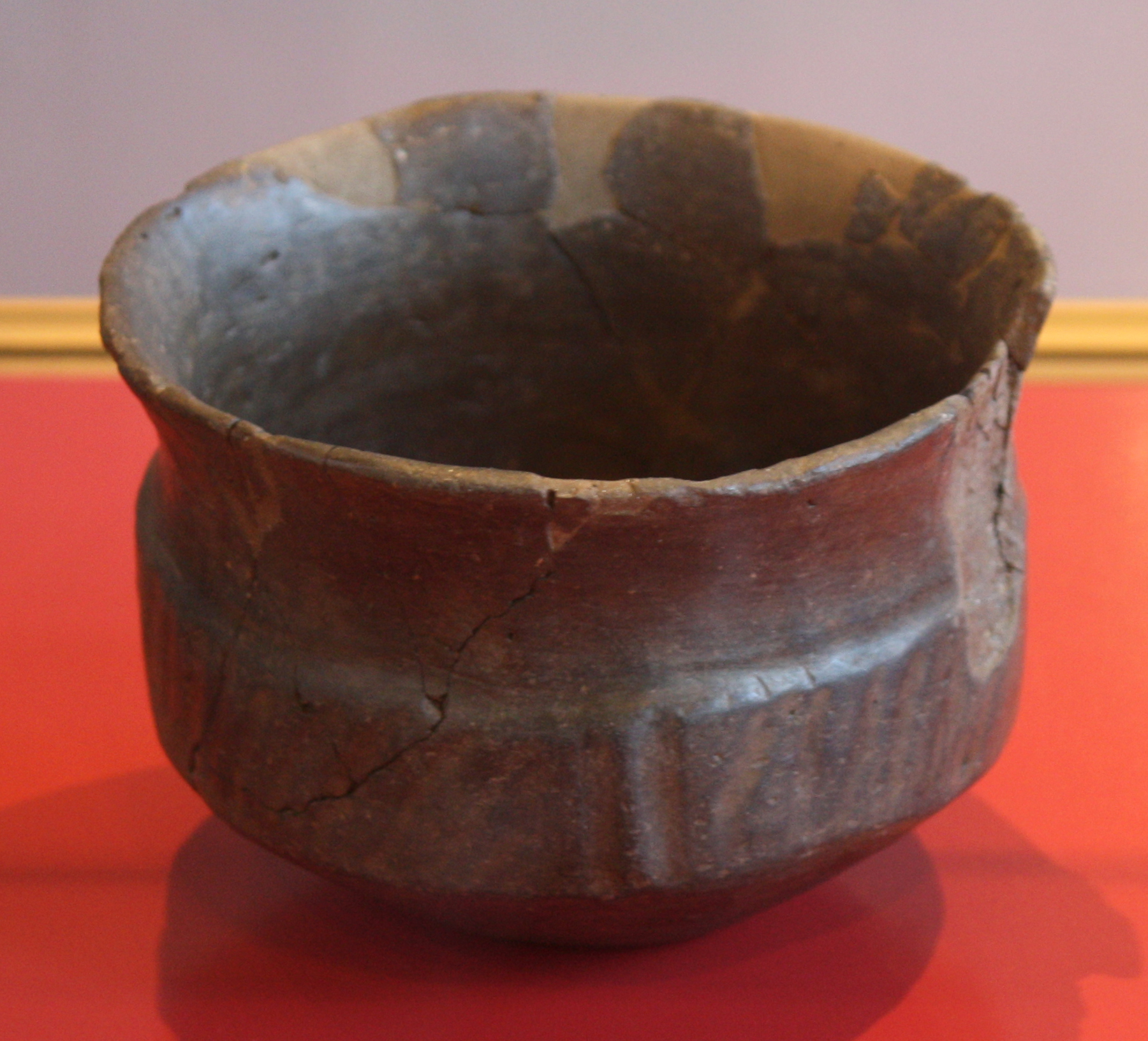
Ciotola in argilla decorata da costolature trovata alla Santa Colomba, Canegrate, nel 1952

Si stima che la necropoli dovesse contenere, in origine, circa 200 tombe, 165 delle quali sono state portate alla luce. Le sepolture che non sono state portate alla luce, furono distrutte durante i sopramenzionati lavori edilizi. Questi lavori furono fermati dopo aver appurato l'importanza dei reperti, e ciò permise la perlustrazione dell'intera zona.
Data l'abbondanza dei ritrovamenti, è stato possibile individuare gli aspetti culturali e sociali generali delle popolazioni che appartenevano a questa civiltà preistorica. Dai ritrovamenti scoperti a Canegrate, si può desumere che le popolazioni che li abitavano conducevano un'esistenza piuttosto dura ed avevano una vita media decisamente breve. Inoltre, il tasso di decessi infantili era decisamente alto. Dal ricco corredo funerario si può desumere anche un certo rispetto per i defunti. Molto probabilmente il villaggio dove dimorava la comunità che ha realizzato le due necropoli si trovava non lontano dal ritrovamento. La presenza di due necropoli piuttosto vicine e la scoperta di rinvenimenti analoghi in zona, potrebbe suggerire la presenza di diversi villaggi ad una distanza relativamente breve. Resti di abitazioni di popolazioni appartenenti alla cultura i Canegrate sono stati scoperti in località Gabinella a Legnano. Durante gli scavi, che sono avvenuti a metà degli anni ottanta del XX secolo, furono riportati alla luce anche suppellettili della tarda età del bronzo (perlopiù frammenti di vasi).
Piccole necropoli appartenenti alla cultura di Canegrate sono state scoperte anche ad Appiano Gentile, Ligurno, in Canton Ticino (Gudo, Rovio, Locarno, Giubiasco e Bellinzona), nel Novarese (Novara, Vicolungo e Castelletto sopra Ticino) e nel Verbano (Premeno).
L'elemento di novità maggiore è proprio la ceramica che, per quanto abbia qualche punto di contatto con la precedente cultura della Scamozzina, nel complesso se ne differenzia nettamente collegandosi direttamente con la cultura dei campi di urne e, in particolare, ai gruppi dell'area Reno-Svizzera-Francia orientale. L'apporto della cultura dei campi di urne è particolarmente sottolineato dalla foggia e dalle decorazioni delle urne, nonché dalla composizione della lega nei bronzi dei corredi funebri.